# Криворожская хоральная синагога
Большая хоральная синагога в Кривом Роге — двухэтажное каменное здание, построенное в 1899 году. Располагалась на углу Синагогальной и Николаевской улиц.

## История
Строительство синагоги совпало с бурным развитием города, и произошло после отмены запрета строить двухэтажные дома в 1850 году. Стоимость строительства была примерно 300 тысяч рублей серебром (фасад) и 200 тысяч — отделка. Эти средства собирала вся община города. Внутреннее убранство синагоги было величественным и богатым.
Первая купольная постройка в местечке была выполнена в стиле позднего барокко. Вмещала более 500 человек.
Улицу, что проходила мимо синагоги, стали называть «Шигл-гас». Популярным стал местный хор. Синагога стала центром еврейской культурной жизни.
Функционировала примерно до середины 1930-х годов. После закрытия была приспособлена под аэроклуб. Синагогальная улица стала Спортивной, а впоследствии — Каунасской. До 1941 года продолжала функционировать Малая синагога (находилась рядом).
Во время немецкой оккупации синагога была разрушена. 13—14 октября 1941 года оккупационные власти объявили о сборе еврейского населения возле руин синагоги. Собравшиеся евреи были отправлены на расстрел. Эти события стали известны как Черногорская трагедия.
В 1947 году руины синагоги были разобраны и впоследствии на месте построен трёхэтажный жилой дом.